# Nepenthes flava
Nepenthes flava este o specie de plante carnivore din genul Nepenthes, familia Nepenthaceae, ordinul Caryophyllales, descrisă de Wistuba, Nerz și A. Fleischm.. Conform Catalogue of Life specia Nepenthes flava nu are subspecii cunoscute.

## Galerie de imagini

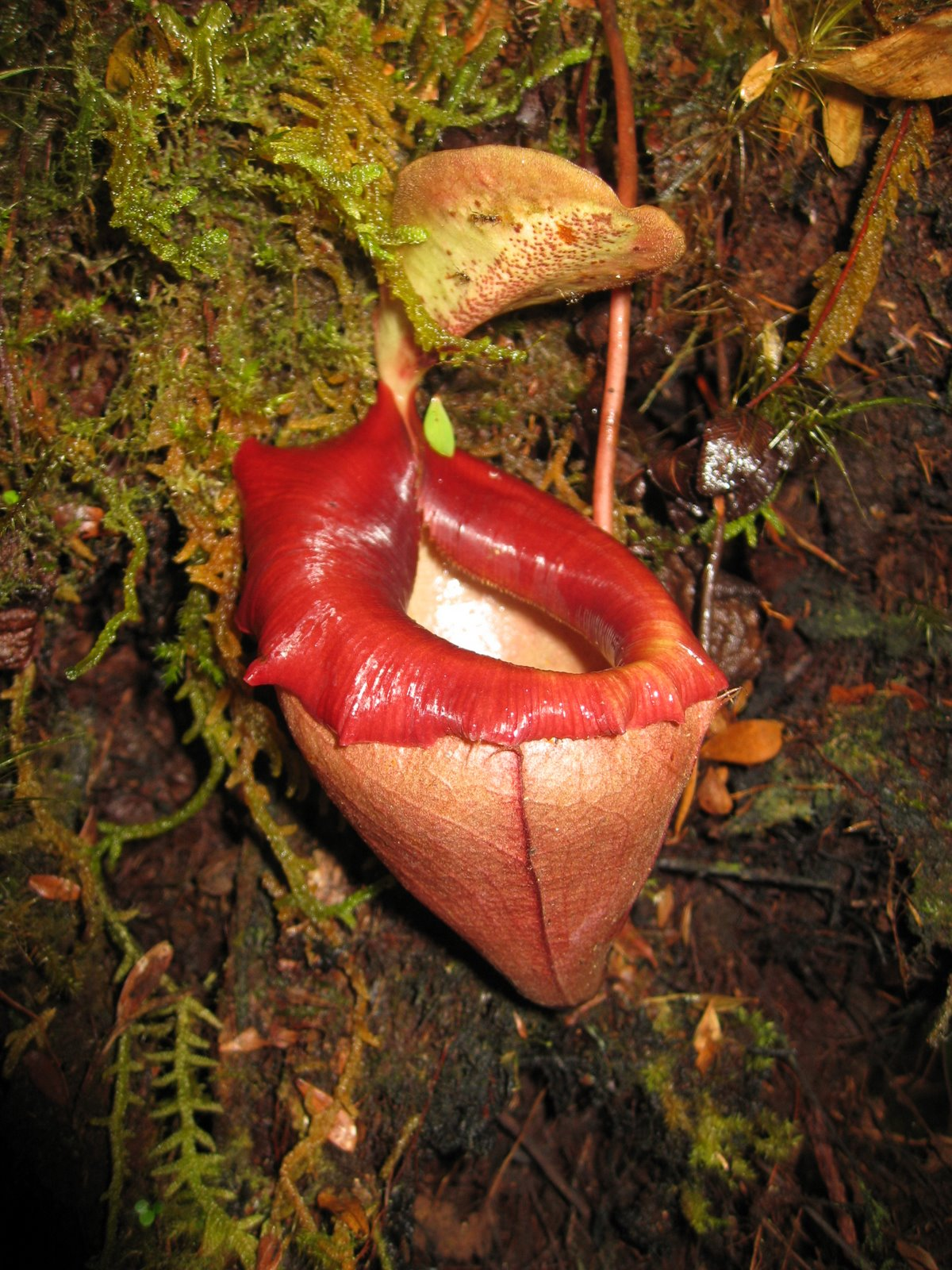
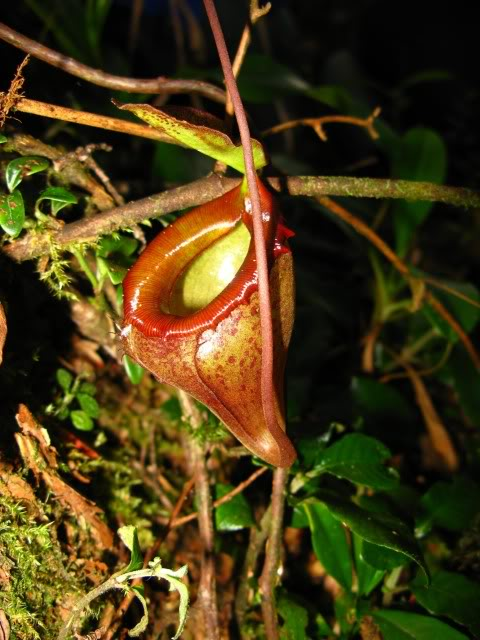
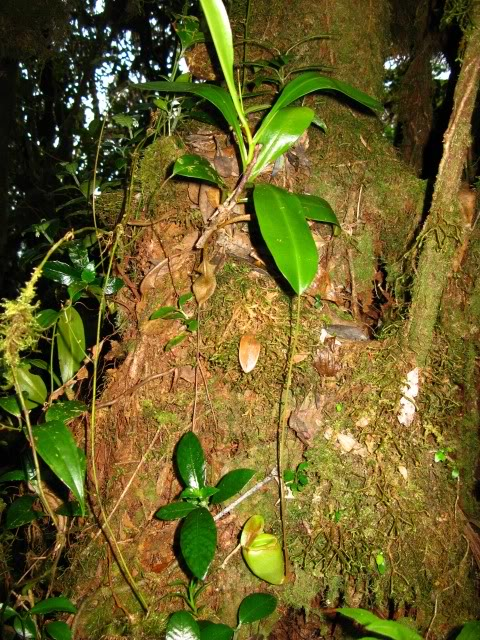
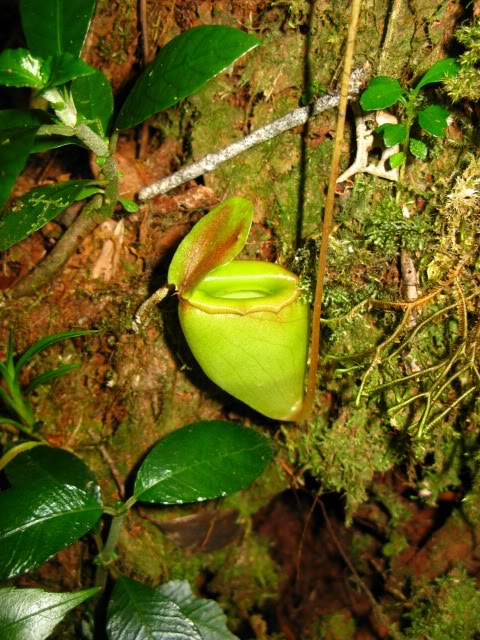
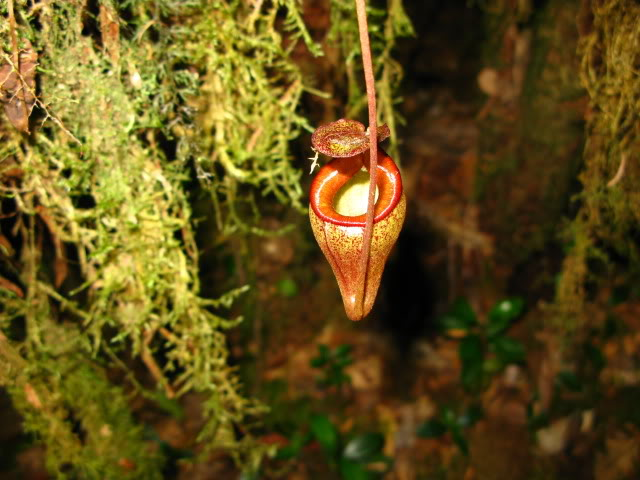
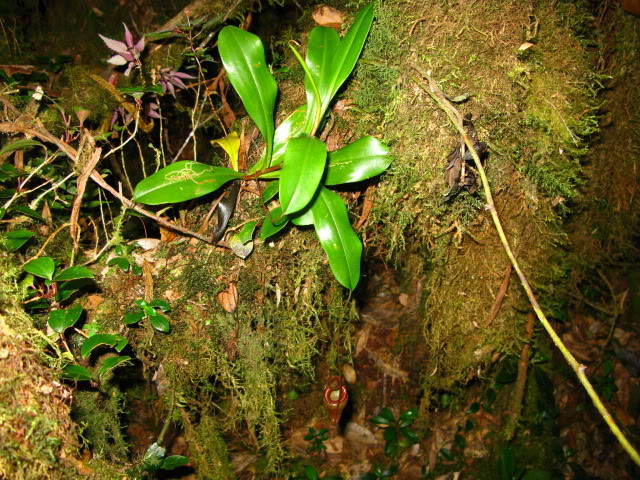